# フルデオキシグルコース (18F)
フルデオキシグルコース（18F）またはフルオロデオキシグルコース（18F）（英語：fluorodeoxyglucose F18、略称：18F-FDG）あるいは単にフルオロデオキシグルコース（略称：FDG）は、放射性医薬品の一つであり、ポジトロン断層法（略称：PET。画像診断法の一つ）で用いられる。化学名は 2-デオキシ-2-[18F]フルオロ-D-グルコース であり、D-グルコースの2位の水酸基を陽電子放射同位体であるフッ素18に置換したものである。
生体組織中への18F-FDGの取り込みは、組織にグルコースが取り込まれていることを示し、組織での特定の代謝が活発であることを意味する。18F-FDG投与後にPETスキャンを実施することで、体内での18F-FDG分布を示す二次元または三次元の画像が得られる。
1976年に開発されて以来、18F-FDGは、神経科学の研究に多大な影響を与えた。その後1980年に18F-FDGが腫瘍に蓄積することが発見され、PETは癌診断の主要な臨床ツールとして発展してきた。18F-FDGは現在、PETによる神経画像診断や癌患者の予後追跡などに使用される標準的な放射性物質である。

## 合成
18F-FDGは当初は18F2を用いた求電子的フッ化反応により生成されたが、その後、求核的合成法が考案された。
他の放射性18F標識リガンドと同様に、18Fは最初にサイクロトロンでフッ化物アニオンとして作成される。先に非放射性フルオロデオキシグルコースを作成してから18F標識化をしようとすると、分子が破壊されるからである。
サイクロトロンを用いた18Fの作成は、20Neに重陽子を衝突させることで行うこともできるが、通常は18Oを濃縮した水に陽子を衝突させ、18Oに(p,n)反応（「ノックアウト反応」と呼ばれることもあり、入射した陽子が中性子を蹴り出す確率の高い一般的な核反応）を起こさせる。これにより、水中に[18F]フッ化物（18F-）イオンが生成される。18Fの半減期は109.77分であるため、この時点以降は迅速かつ自動化された化学反応が必要となる。
この溶液から無水フッ化物塩を得るために、イオン交換樹脂カラムで18F−を濃縮し、次いで [2.2.2]クリプタンド（英語版）と炭酸カリウムのアセトニトリル溶液で溶出した後に溶出液を蒸発させる。得られる塩は [(crypt-222)K]+ 18F− (2) である。
フッ化物イオンは求核性を有するが、同じく求核性のある水酸化物との競合反応を避けるために、無水状態にする必要がある。また、クリプタンドを用いてカリウムイオンを封じ込めることで、遊離したカリウムイオンとフッ化物イオンのイオン対形成を回避し、フッ化物アニオンの反応性を高めている。
中間体2を他の官能基を保護したマンノースのトリフラート化物(1)で処理すると，SN2反応によりフッ化物アニオンがトリフラートの脱離基を置換し，保護されたフッ素化デオキシグルコース(3)が得られる。塩基を用いた加水分解によりアセチル保護基を除去し、イオン交換によりクリプタンドを除去すると目的物(4)が得られる。

## 作用機序、代謝最終産物、代謝率
グルコースのアナログである18F-FDGは、脳、褐色脂肪組織、腎臓、癌細胞などのグルコース消費の多い細胞に取り込まれ、そこでリン酸化されることで細胞外へ漏出しなくなる。通常のグルコースの2位の水酸基は解糖（グルコースを分解して代謝すること）に必須であるが、18F-FDGにはこの2-ヒドロキシル基が無い。従って、類似分子である2-デオキシ-D-グルコースと同様に、18F-FDGはそれ以上細胞内で代謝されない。その結果，18F-FDGの分布は、体内の細胞によるグルコースの取り込みとリン酸化の分布をよく反映している。
しかし、18F-FDGが放射性崩壊した後、その2位のフッ素は18O-に変換され、水環境中のヒドロニウムイオンからプロトン（H+）を受け取った後、分子は2位の水酸基に無害で非放射性の重酸素を標識したグルコース-6-リン酸となる。2位の官能基が新たに水酸基となったことで、通常のグルコースと同じように正常に代謝され、放射性物質を含まない最終生成物が生成される。
理論的にはすべての18F-FDGは上記のように代謝され、放射能半減期は109.77分であるが、臨床研究では体内に注射された18F-FDGの放射能の経路は大きく2通りに分かれることが示されている。フッ素18活性の約75%は組織内に残り、半減期109.77分で消失する。注射剤の全フッ素18活性の約20％に相当する18F-FDGのもう一つの経路は、18F-FDGの投与後2時間までに腎臓で排出され、半減期は約16分と早い（この部分は通常のPETスキャンでは腎集合系と膀胱を目立たせる）。この短い生物学的半減期は、全フッ素18トレーサー活性のこの20％の部分が、同位体自体が減衰するよりも遥かに早く、薬物動態学的に（腎系を通じて）消失することを示している。また、この速さは、この18Fの一部がもはやグルコースに結合していないことを示唆している。なぜなら、血液中の低濃度のグルコースは正常な腎臓に保持され、尿中には排出されないからである。このように18Fが尿中に急速に排泄されるため、PET検査を受けた患者の尿は、アイソトープ投与後数時間は放射性物質を含んでいる可能性がある。
18F-FDGを投与された患者や汗や排泄物からの放射能は、24時間以内（注射後半減期13回）に2-13 = 1⁄8192まで減衰する。実臨床では、18F-FDGを注射した患者は、少なくとも12時間（半減期7回、または最初の放射能量の1⁄128に減衰するまで）は、乳幼児、小児、妊婦など、特に放射線に敏感な人に近づかないように指示される。

## 臨床応用

^{18}F-FDGを用いた全身PETスキャン像。大腸癌の肝転移巣が描出されている。

18F-FDGは、PETイメージングに於いて、心臓、肺、脳のグルコース代謝の評価に使用できる。また、腫瘍学では腫瘍の可視化にも使用され、PETスキャン静止画像の撮影や、腫瘍の18F-FDG取り込みの標準化取込値（Standardized uptake value、SUV）の分析に応用される。18F-FDGは細胞に取り込まれ、ヘキソキナーゼ（急速に成長する悪性腫瘍ではミトコンドリア型が大きく上昇する）によってリン酸化され、ほとんどの種類の悪性腫瘍のような代謝活性の高い組織に保持される。
その結果、FDG-PETは、特にホジキン病、非ホジキンリンパ腫、大腸癌、乳癌、悪性黒色腫、肺癌などの癌の診断、病期判定、治療のモニタリングに使用することができる。また、アルツハイマー病の診断への使用も可能である。
腫瘍や転移を探すPET-CTでは、6時間以上の絶食と適度な低血糖状態の患者に、18F-FDGを生理食塩水に溶解した液（通常5～10mCiまたは200～400MBq）を静脈から急速に注入する。これは、一部の糖尿病患者にとっては問題となる。通常、血糖値が約180mg/dL（10mmol/L）以上の患者にはアイソトープを投与しない。
この間、放射性物質である糖が筋肉に取り込まれるのを最小限に抑えるため、体を動かすのは最小限に留める必要がある。そうでないとスキャンの際に造影され、特に目的の臓器が体の中央付近や頭蓋骨内にある場合、読み取りに支障を来す。その後、患者をPET撮影装置に入れて、20分から1時間程掛けて1回または複数回のスキャンを実施する。一度に撮影できるのは、体長の1⁄4程度であることが多い。

## 参考資料
1. ↑  Pacák J, Točík Z, Černý M (1969). “Synthesis of 2-Deoxy-2-fluoro-D-glucose”. Journal of the Chemical Society D: Chemical Communications 1969 (2):  77. doi:10.1039/C29690000077.
2. ↑  “Determination of regional cerebral function with FDG-PET imaging in neuropsychiatric disorders”. Semin Nucl Med 32 (1):  13–14. (2002). doi:10.1053/snuc.2002.29276. PMID 11839066.
3. ↑  “A fluorinated glucose analog, 2-fluoro-2-deoxy-D-glucose (F-18): Nontoxic tracer for rapid tumor detection”. J Nucl Med 21 (7):  670–675. (1980). PMID 7391842.
4. ↑  “Progress and promise of FDG-PET imaging for cancer patient management and oncologic drug development.”. Clin. Cancer Res. 11 (8):  2785–2808. (2005). doi:10.1158/1078-0432.CCR-04-2626. PMID 15837727.
5. ↑  “Labeled 2-deoxy-D-glucose analogs: 18F-labeled 2-deoxy-2-fluoro-D-glucose, 2-deoxy-2-fluoro-D-mannose and 14C-2-deoxy-2-fluoro-D-glucose”. J Labeled Compounds Radiopharm 24 (2):  174–183. (1978). doi:10.1002/jlcr.2580140204.
6. ↑  Janet Miller, Radiopharmaceutical development at the Massachusetts General hospital,  オリジナルのFebruary 11, 2015時点におけるアーカイブ。 2013年6月12日閲覧。
7. ↑  “フルデオキシグルコース(18F)静注「FRI」 添付文書”.   PMDA. 2021年3月21日閲覧。
8. ↑  “Initial and subsequent approach for the synthesis of 18FDG”. Semin Nucl Med 32 (1):  6–12. (2002). doi:10.1053/snuc.2002.29270. PMID 11839070.
9. ↑  Yu, S (2006). “Review of 18F-FDG synthesis and quality control”. Biomedical Imaging and Intervention Journal 2 (4):  e57. doi:10.2349/biij.2.4.e57. PMC 3097819. PMID 21614337.
10. ↑  “Fludeoxyglucose drug information”. 2009年6月30日閲覧。
11. ↑  Gray's Anatomy for Students, Drake et al., 2005
12. ↑  Ernesto Bustamante; Peter L. Pedersen (1977). “High Aerobic Glycolysis of Rat Hepatoma Cells in Culture: Role of Mitochondrial Hexokinase”. Proceedings of the National Academy of Sciences 74 (9):  3735–3739. Bibcode: 1977PNAS...74.3735B. doi:10.1073/pnas.74.9.3735. PMC 431708. PMID 198801.